# Israel i olympiska sommarspelen 1992
Israel deltog i de olympiska sommarspelen 1992 med en trupp bestående av 30 deltagare, och totalt blev det två medaljer.

## Brottning
Grekisk-romersk stil
Lätt flugvikt, fristil
- Matwai Baranov
  - Förlorade mot Stojan Stojanov ( Bulgarien) 0:2
  - Förlorade mot Rodney Smith ( USA) genom fall

Fjädervikt, fristil
- Aleksander Davidovich
  - Förlorade mot Sergei Martynov ( OSS) 1:8
  - Förlorade mot Shigeki Nishiguchi ( Japan) 0:2

Lätt flugvikt, fristil
- Nik Zagranitchni – 12:e plats
  - Besegrade Omer Elmas ( Turkiet) 10:8
  - Förlorade mot Mark Fuller ( USA) 1:2
  - Förlorade mot Wilber Sanchez ( Kuba) 0:4

Fristil
Lättvikt, grekisk-romersk stil
- Max Geller – 11:e plats
  - Besegrade Jesus Rodriguez ( Kuba) 2:1
  - Förlorade mot Fatih Ozbas ( Turkiet) 0:2
  - Oavgjort mot Endre Elekes ( Ungern) 0:0

## Friidrott
Herrarnas 400 meter häck
- Aleksey Bazarov
  - Heat – 50,33 sek (31:a plats, → gick inte vidare)

Herrarnas tresteg
- Rogel Nachum
  - Kval – 16,23 m (24:e plats, → gick inte vidare)

Herrarnas spjutkastning
- Vadim Bavikin
  - Kval – 73,88 m (23:e plats, → gick inte vidare)

Herrarnas stavhopp
- Danny Krasnov
  - Kval – 5,60 m (→ gick till final)
  - Final – 5.40 m (8:e plats)

## Fäktning
Damernas florett
- Lydia Hatuel-Zuckerman – 23:e plats

## Gymnastik
Artistisk
Herrarnas individuella mångkamp
- Ron Kaplan – 65:e plats

## Judo
Damernas lättvikt
- Yael Arad – silver medal
  - Besegrade Begona Gomez Martin ( Spanien)
  - Besegrade Miroslava Janosikova ( Tjeckislovakien)
  - Besegrade Frauke Eickoff ( Tyskland)
  - Förlorade mot final to Catherine Fleury ( Frankrike)

Herrarnas halv mellanvikt
- Oren Smadja  – Brons
  - Besegrade Taher Muhammed ( Djibouti)
  - Besegrade Billy Gosack ( Storbritannien)
  - Förlorade mot Chung Hoon ( Sydkorea)
  - Besegrade Massimo Sulli ( Italien)
  - Besegrade Khaliun Boldbaatar ( Mongoliet)
  - Besegrade Stefan Dott ( Tyskland)

Herrarnas tungvikt
- Simon Migrashvili
  - Förlorade to Guido Luigi ( Italien)

Herrarnas halv lättvikt
- Amit Lang
  - Förlorade mot Yoon Hyun ( Sydkorea)
  - Förlorade mot Willis Bernardo Garcia ( Venezuela)

## Segling
| Gren            | Seglare                      | Resultat              | Ref |
| --------------- | ---------------------------- | --------------------- | --- |
| Lechner         | Amit Inbar                   | 8:e plats 118,1 poäng |     |
| 470             | Shai Bachar och Erez Shemesh | 9:e plats             |     |
| Flying Dutchman | Yoel Sela och Eldad Amir     | 20:e plats            |     |

## Tennis
| Gren       | Spelare     | Omgång          | Set 1 | Set 2 | Set 3 | Resultat                                 | Ref |
| ---------- | ----------- | --------------- | ----- | ----- | ----- | ---------------------------------------- | --- |
| Herrsingel | Gilad Bloom | Första omgången | 7-6   | 6-1   | 6-0   | Besegrade Marián Vajda (Tjeckoslovakien) |     |
| Herrsingel | Gilad Bloom | Andra omgången  | 2-6   | 0-6   | 0-6   | Förlorade mot Jim Courier (USA)          |     |